# San Antonio de Cortés
San Antonio de Cortés é um município hondurenho do departamento de Cortés. Sua área é de 344 km².